# Heteromyiini
Heteromyiini es una tribu de dípteros nematóceros perteneciente a la familia Ceratopogonidae.

## Géneros
Géneros según BioLib
- Clinohelea Kieffer, 1917
- Heteromyia Say, 1825
- Metahelea Edwards, 1929
- Nemoromyia Yu & Liu, 1991
- Neurohelea Kieffer, 1925
- Pellucidomyia Macfie, 1939
- Physohelea Grogan & Wirth, 1979
- Tetrabezzia Kieffer, 1917